# پل ورگس

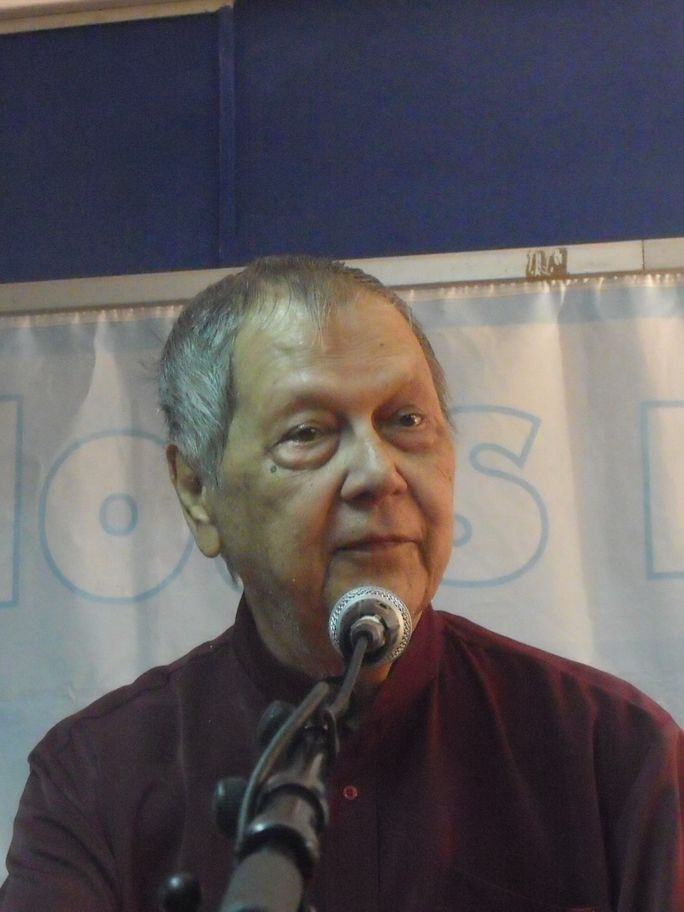

پل ورگس (به فرانسوی: Paul Vergès) (زادهٔ ۵ مارس ۱۹۲۵ در اوبون راچاتانی تایلند) از سیاستمداران اهل رئونیون و عضو پارلمان اروپا است.
وی در سال ۱۹۵۹ حزب کمونیست رئونیون را تأسیس کرد و تا زمان بازنشستگی خود در سال ۱۹۹۳ ریاست آن را بر عهده داشت.
پل ورگس در سال ۲۰۰۴ به سیاست بازگشت و به عنوان سومین نامزد انتخاباتی از حزب کمونیست فرانسه انتخاب شد و پس از آن دیدیه رابرت از مارس ۲۰۱۰ به ریاست جمهوری این کشور رسید.